# Udo Witschas
Udo Witschas (* 30. September 1971 in Hoyerswerda) ist ein deutscher Kommunalpolitiker der CDU und seit September 2022 Landrat des Landkreises Bautzen. Zuvor hatte er dort die Funktion des Ersten Beigeordneten inne.

## Leben
Udo Witschas wuchs in Lohsa im damaligen Bezirk Cottbus auf. Seine Eltern waren Landwirte. 1994 schloss er seine Ausbildung als Handwerksmeister ab, später studierte er Betriebswirtschaften und erreichte erst ein Verwaltungsdiplom, später einen Master of Business Administration.
Im Jahr 2001 wurde er hauptamtlicher Bürgermeister seiner Heimatgemeinde Lohsa, wo er bereits seit 1998 Mitglied des Gemeinderates war. Ab 2004 gehörte er dem Bautzener Kreistag an, dieser wählte ihn 2015 zum 1. Beigeordneten und damit stellvertretenden Landrat.
Witschas kandidierte zur Landratswahl im Landkreis Bautzen am 12. Juni 2022. Er erreichte mit einem Ergebnis von 38,4 % die relative Mehrheit. Im zweiten Wahlgang am 3. Juli entfielen mit 43,5 % die meisten Stimmen auf ihn, womit er zum Landrat gewählt wurde. Er trat sein Amt als Nachfolger von Michael Harig am 1. September 2022 an.
Witschas ist Vater von zwei Kindern.

## Kontroversen
Im August 2017 wurde Witschas die Zuständigkeit für das Ausländeramt des Landkreises entzogen, nachdem bekannt geworden war, dass er in vertraulichen Chats mit dem örtlichen Kreisvorsitzenden der NPD nicht-öffentliche Informationen über Asylbewerber weitergegeben hatte. Ein Abwahlantrag im Kreistag scheiterte jedoch. Auch weitere Kontakte mit Vertretern der NPD wurden kritisiert. U.a. traf er sich mindestens zwei Mal mit den jeweiligen NPD-Kreisvorsitzenden zu persönlichen Gesprächen.
Einige Wochen nachdem im Dezember 2021 im Bundestag die Einführung einer einrichtungsbezogenen Impfpflicht beschlossen worden war, kündigte Udo Witschas an, sie nicht durchzusetzen. Vor Teilnehmern einer Kundgebung begründete er, die Pflicht würde dazu führen, dass zu viele Pflegekräfte ein Betretungsverbot bekämen und so das Gesundheitssystem gefährdet würde. Witschas Aussagen wurden kontrovers diskutiert. Kritiker argumentierten, die Rede sei eine Aufforderung zum Rechtsbruch gewesen. Einige Oppositionspolitiker forderten Witschas Rücktritt. Aufsehen erregte auch, dass die Demonstration offenbar von der Partei „Freie Sachsen“ organisiert worden war, die als rechtsextrem gilt. Witschas entgegnete, er habe nicht zum Ignorieren geltenden Rechts aufgerufen.
Udo Witschas verteidigte die Zustimmung großer Teile der CDU-Fraktion im Bautzener Kreistag zu einem Antrag der AfD-Fraktion im Dezember 2022. Demnach sollen bestimmte Ausreisepflichtige keine freiwilligen Integrationsleistungen des Landkreises mehr bekommen. Auch Parteikollegen wie Michael Kretschmer und Sören Voigt kritisierten das Abstimmverhalten. Die AfD versuche mit ihren Anträgen zu provozieren; statt einer Zusammenarbeit solle man eigene Anträge stellen. Witschas entgegnete der Kritik, dass es um Sachentscheidungen gehe und Anträge nicht automatisch schlecht seien, wenn sie von einer bestimmten Fraktion kämen.
Wenige Tage später sorgte er mit einer Weihnachtsbotschaft für Empörung, in der er erklärte, dass in seinem Landkreis Flüchtlinge weder in Turnhallen noch in dezentralen Unterkünften untergebracht werden sollten. Weder wolle das Landratsamt „Menschen, […] die unsere Kultur [und] unsere Regularien nicht kennen, jetzt hier in Mehrfamilienhäusern und frei stehenden Wohnungen unterbringen und dafür die Gefährdung des sozialen Friedens in Kauf […] nehmen“, noch „den Sport,  […] jetzt für diese Asylpolitik bluten zu lassen“. Sachsens Wirtschaftsminister Martin Dulig (SPD) sah eine „als Weihnachtsansprache getarnte Hassrede“ und sprach von einem „ungeheuren Vorgang“. Hingegen nahm der sächsische Ministerpräsident Michael Kretschmer (CDU) Witschas in Schutz. CDU-Generalsekretär Mario Czaja wies die Wortwahl von Witschas im Namen des Bundesvorstandes und des Parteivorsitzenden Friedrich Merz zurück: Die Union habe eine zutiefst humane Haltung, die getragen sei von der Würde des Menschen. Die AfD hingegen unterstützte Witschas und erklärte, es sei „traurig, wie die CDU ihrem eigenen Landrat in den Rücken fällt“. Bundesinnenministerin Nancy Faeser forderte, dass die sogenannte „Brandmauer gegen rechts“ stehen müsse und kritisierte indirekt auch Ministerpräsident Kretschmer. Niemand könne Rechtsextremisten besiegen, „indem er ihre Positionen übernimmt“. Wer sich nicht klar von ihnen distanziere, der stärke sie.